# Sarchapet
Sarchapet (en arménien Սարչապետ) est une communauté rurale du marz de Lorri en Arménie. En 2008, elle compte 2 107 habitants.